# 24 uur van Le Mans 2025
De 24 uur van Le Mans 2025 was de 93e editie van deze endurancerace. De race werd verreden op 14 en 15 juni 2025 op het Circuit de la Sarthe nabij Le Mans, Frankrijk. Het was de vierde race van het FIA World Endurance Championship-seizoen 2025.
De race werd gewonnen door de AF Corse #83 van Philip Hanson, Robert Kubica en Ye Yifei. Zij behaalden allemaal hun eerste Le Mans-zege. De LMP2-klasse werd gewonnen door de Inter Europol Competition #43 van Tom Dillmann, Jakub Śmiechowski en Nick Yelloly. De LMP2 Pro-Am-klasse werd gewonnen door de AO by TF #199 van Dane Cameron, Louis Delétraz en P. J. Hyett. De LMGT3-klasse werd gewonnen door de Manthey 1st Phorm #92 van Ryan Hardwick, Richard Lietz en Riccardo Pera.

## Inschrijvingen
- In de LMP2-klasse worden inschrijvingen in de LMP2 Pro-Am Cup, een klasse waarbij een amateurcoureur meedoet, aangeduid met een ster.

| No.                          | Team                         | Auto                             | Banden                       | Rijder 1                     | Rijder 2                     | Rijder 3                     |                              |
| Hypercar (21 inschrijvingen) | Hypercar (21 inschrijvingen) | Hypercar (21 inschrijvingen)     | Hypercar (21 inschrijvingen) | Hypercar (21 inschrijvingen) | Hypercar (21 inschrijvingen) | Hypercar (21 inschrijvingen) | Hypercar (21 inschrijvingen) |
| ---------------------------- | ---------------------------- | -------------------------------- | ---------------------------- | ---------------------------- | ---------------------------- | ---------------------------- | ---------------------------- |
| 007                          | Aston Martin THOR Team       | Aston Martin Valkyrie            | M                            | Tom Gamble                   | Ross Gunn                    | Harry Tincknell              |                              |
| 009                          | Aston Martin THOR Team       | Aston Martin Valkyrie            | M                            | Roman De Angelis             | Alex Riberas                 | Marco Sørensen               |                              |
| 4                            | Porsche Penske Motorsport    | Porsche 963                      | M                            | Felipe Nasr                  | Nick Tandy                   | Pascal Wehrlein              |                              |
| 5                            | Porsche Penske Motorsport    | Porsche 963                      | M                            | Julien Andlauer              | Michael Christensen          | Mathieu Jaminet              |                              |
| 6                            | Porsche Penske Motorsport    | Porsche 963                      | M                            | Matt Campbell                | Kévin Estre                  | Laurens Vanthoor             |                              |
| 7                            | Toyota Gazoo Racing          | Toyota GR010 Hybrid              | M                            | Mike Conway                  | Kamui Kobayashi              | Nyck de Vries                |                              |
| 8                            | Toyota Gazoo Racing          | Toyota GR010 Hybrid              | M                            | Sébastien Buemi              | Brendon Hartley              | Ryō Hirakawa                 |                              |
| 12                           | Cadillac Hertz Team Jota     | Cadillac V-Series.R              | M                            | Alex Lynn                    | Norman Nato                  | Will Stevens                 |                              |
| 15                           | BMW M Team WRT               | BMW M Hybrid V8                  | M                            | Kevin Magnussen              | Raffaele Marciello           | Dries Vanthoor               |                              |
| 20                           | BMW M Team WRT               | BMW M Hybrid V8                  | M                            | Robin Frijns                 | Sheldon van der Linde        | René Rast                    |                              |
| 35                           | Alpine Endurance Team        | Alpine A424                      | M                            | Paul-Loup Chatin             | Ferdinand Habsburg           | Charles Milesi               |                              |
| 36                           | Alpine Endurance Team        | Alpine A424                      | M                            | Jules Gounon                 | Frédéric Makowiecki          | Mick Schumacher              |                              |
| 38                           | Cadillac Hertz Team Jota     | Cadillac V-Series.R              | M                            | Earl Bamber                  | Sébastien Bourdais           | Jenson Button                |                              |
| 50                           | Ferrari AF Corse             | Ferrari 499P                     | M                            | Antonio Fuoco                | Miguel Molina                | Nicklas Nielsen              |                              |
| 51                           | Ferrari AF Corse             | Ferrari 499P                     | M                            | James Calado                 | Antonio Giovinazzi           | Alessandro Pier Guidi        |                              |
| 83                           | AF Corse                     | Ferrari 499P                     | M                            | Philip Hanson                | Robert Kubica                | Ye Yifei                     |                              |
| 93                           | Peugeot TotalEnergies        | Peugeot 9X8                      | M                            | Mikkel Jensen                | Paul di Resta                | Jean-Éric Vergne             |                              |
| 94                           | Peugeot TotalEnergies        | Peugeot 9X8                      | M                            | Loïc Duval                   | Malthe Jakobsen              | Stoffel Vandoorne            |                              |
| 99                           | Proton Competition           | Porsche 963                      | M                            | Neel Jani                    | Nico Pino                    | Nicolás Varrone              |                              |
| 101                          | Cadillac WTR                 | Cadillac V-Series.R              | M                            | Filipe Albuquerque           | Jordan Taylor                | Ricky Taylor                 |                              |
| 311                          | Cadillac Whelen              | Cadillac V-Series.R              | M                            | Jack Aitken                  | Felipe Drugovich             | Frederik Vesti               |                              |
| LMP2 (17 inschrijvingen)     |                              |                                  |                              |                              |                              |                              |                              |
| 9                            | Iron Lynx – Proton           | Oreca 07-Gibson                  | G                            | Macéo Capietto               | Reshad de Gerus              | Jonas Ried                   |                              |
| 11                           | Proton Competition*          | Oreca 07-Gibson                  | G                            | René Binder                  | Giorgio Roda                 | Bent Viscaal                 |                              |
| 16                           | RLR MSport*                  | Oreca 07-Gibson                  | G                            | Ryan Cullen                  | Michael Jensen               | Patrick Pilet                |                              |
| 18                           | IDEC Sport                   | Oreca 07-Gibson                  | G                            | Jamie Chadwick               | Mathys Jaubert               | André Lotterer               |                              |
| 22                           | United Autosports            | Oreca 07-Gibson                  | G                            | Pietro Fittipaldi            | David Heinemeier Hansson     | Renger van der Zande         |                              |
| 23                           | United Autosports*           | Oreca 07-Gibson                  | G                            | Ben Hanley                   | Oliver Jarvis                | Daniel Schneider             |                              |
| 24                           | Nielsen Racing*              | Oreca 07-Gibson                  | G                            | Cem Bölükbaşı                | Colin Braun                  | Naveen Rao                   |                              |
| 25                           | Algarve Pro Racing           | Oreca 07-Gibson                  | G                            | Lorenzo Fluxá                | Matthias Kaiser              | Théo Pourchaire              |                              |
| 28                           | IDEC Sport                   | Oreca 07-Gibson                  | G                            | Sebastián Álvarez            | Paul Lafargue                | Job van Uitert               |                              |
| 29                           | TDS Racing*                  | Oreca 07-Gibson                  | G                            | Mathias Beche                | Clément Novalak              | Rodrigo Sales                |                              |
| 34                           | Inter Europol Competition*   | Oreca 07-Gibson                  | G                            | Nick Boulle                  | Luca Ghiotto                 | Jean-Baptiste Simmenauer     |                              |
| 37                           | CLX – Pure Rxcing            | Oreca 07-Gibson                  | G                            | Tom Blomqvist                | Aleksandr Malychin           | Tristan Vautier              |                              |
| 43                           | Inter Europol Competition    | Oreca 07-Gibson                  | G                            | Tom Dillmann                 | Jakub Śmiechowski            | Nick Yelloly                 |                              |
| 45                           | Algarve Pro Racing*          | Oreca 07-Gibson                  | G                            | Nick Catsburg                | George Kurtz                 | Alex Quinn                   |                              |
| 48                           | VDS Panis Racing             | Oreca 07-Gibson                  | G                            | Oliver Gray                  | Esteban Masson               | Franck Perera                |                              |
| 183                          | AF Corse*                    | Oreca 07-Gibson                  | G                            | António Félix da Costa       | François Perrodo             | Matthieu Vaxivière           |                              |
| 199                          | AO by TF*                    | Oreca 07-Gibson                  | G                            | Dane Cameron                 | Louis Delétraz               | P. J. Hyett                  |                              |
| LMGT3 (24 inschrijvingen)    |                              |                                  |                              |                              |                              |                              |                              |
| 10                           | Racing Spirit of Léman       | Aston Martin Vantage AMR GT3 Evo | G                            | Eduardo Barrichello          | Derek DeBoer                 | Valentin Hasse-Clot          |                              |
| 13                           | AWA Racing                   | Chevrolet Corvette Z06 GT3.R     | G                            | Matt Bell                    | Orey Fidani                  | Lars Kern                    |                              |
| 21                           | Vista AF Corse               | Ferrari 296 GT3                  | G                            | François Hériau              | Simon Mann                   | Alessio Rovera               |                              |
| 27                           | Heart of Racing Team         | Aston Martin Vantage AMR GT3 Evo | G                            | Mattia Drudi                 | Ian James                    | Zacharie Robichon            |                              |
| 31                           | The Bend Team WRT            | BMW M4 GT3                       | G                            | Timur Boguslavskiy           | Augusto Farfus               | Yasser Shahin                |                              |
| 33                           | TF Sport                     | Chevrolet Corvette Z06 GT3.R     | G                            | Jonny Edgar                  | Daniel Juncadella            | Ben Keating                  |                              |
| 46                           | Team WRT                     | BMW M4 GT3                       | G                            | Ahmad Al Harthy              | Kelvin van der Linde         | Valentino Rossi              |                              |
| 54                           | Vista AF Corse               | Ferrari 296 GT3                  | G                            | Francesco Castellacci        | Thomas Flohr                 | Davide Rigon                 |                              |
| 57                           | Kessel Racing                | Ferrari 296 GT3                  | G                            | Takeshi Kimura               | Daniel Serra                 | Casper Stevenson             |                              |
| 59                           | United Autosports            | McLaren 720S GT3 Evo             | G                            | Sébastien Baud               | James Cottingham             | Grégoire Saucy               |                              |
| 60                           | Iron Lynx                    | Mercedes-AMG GT3 Evo             | G                            | Andrew Gilbert               | Lorcan Hanafin               | Fran Rueda                   |                              |
| 61                           | Iron Lynx                    | Mercedes-AMG GT3 Evo             | G                            | Martin Berry                 | Lin Hodenius                 | Maxime Martin                |                              |
| 63                           | Iron Lynx                    | Mercedes-AMG GT3 Evo             | G                            | Brenton Grove                | Stephen Grove                | Luca Stolz                   |                              |
| 77                           | Proton Competition           | Ford Mustang GT3                 | G                            | Ben Barker                   | Bernardo Sousa               | Ben Tuck                     |                              |
| 78                           | Akkodis ASP Team             | Lexus RC F GT3                   | G                            | Finn Gehrsitz                | Jack Hawksworth              | Arnold Robin                 |                              |
| 81                           | TF Sport                     | Chevrolet Corvette Z06 GT3.R     | G                            | Rui Andrade                  | Charlie Eastwood             | Tom van Rompuy               |                              |
| 85                           | Iron Dames                   | Porsche 911 GT3 R (992)          | G                            | Sarah Bovy                   | Rahel Frey                   | Célia Martin                 |                              |
| 87                           | Akkodis ASP Team             | Lexus RC F GT3                   | G                            | José María López             | Clemens Schmid               | Răzvan Umbrărescu            |                              |
| 88                           | Proton Competition           | Ford Mustang GT3                 | G                            | Stefano Gattuso              | Giammarco Levorato           | Dennis Olsen                 |                              |
| 90                           | Manthey                      | Porsche 911 GT3 R (992)          | G                            | Antares Au                   | Klaus Bachler                | Loek Hartog                  |                              |
| 92                           | Manthey 1st Phorm            | Porsche 911 GT3 R (992)          | G                            | Ryan Hardwick                | Richard Lietz                | Riccardo Pera                |                              |
| 95                           | United Autosports            | McLaren 720S GT3 Evo             | G                            | Sean Gelael                  | Darren Leung                 | Marino Sato                  |                              |
| 150                          | Richard Mille AF Corse       | Ferrari 296 GT3                  | G                            | Riccardo Agostini            | Custodio Toledo              | Lilou Wadoux                 |                              |
| 193                          | Ziggo Sport – Tempesta       | Ferrari 296 GT3                  | G                            | Eddie Cheever III            | Chris Froggatt               | Jonathan Hui                 |                              |

## Kwalificatie
Tijden vetgedrukt betekent de snelste tijd in die klasse.
| Pos. | Klasse      | No. | Team                      | Kwalificatie | Hyperpole 1 | Hyperpole 2 | Grid |
| ---- | ----------- | --- | ------------------------- | ------------ | ----------- | ----------- | ---- |
| 1    | Hypercar    | 12  | Cadillac Hertz Team Jota  | 3:22.847     | 3:23.641    | 3:23.166    | 1    |
| 2    | Hypercar    | 38  | Cadillac Hertz Team Jota  | 3:23.467     | 3:23.141    | 3:23.333    | 2    |
| 3    | Hypercar    | 5   | Porsche Penske Motorsport | 3:23.544     | 3:23.979    | 3:23.475    | 3    |
| 4    | Hypercar    | 15  | BMW M Team WRT            | 3:22.887     | 3:24.061    | 3:23.659    | 4    |
| 5    | Hypercar    | 4   | Porsche Penske Motorsport | 3:24.584     | 3:23.547    | 3:23.983    | 5    |
| 6    | Hypercar    | 20  | BMW M Team WRT            | 3:23.805     | 3:23.250    | 3:24.009    | 6    |
| 7    | Hypercar    | 50  | Ferrari AF Corse          | 3:23.514     | 3:23.273    | 3:24.213    | 7    |
| 8    | Hypercar    | 311 | Cadillac Whelen           | 3:23.890     | 3:22.742    | 3:24.380    | 8    |
| 9    | Hypercar    | 36  | Alpine Endurance Team     | 3:23.945     | 3:23.462    | 3:24.398    | 9    |
| 10   | Hypercar    | 8   | Toyota Gazoo Racing       | 3:23.988     | 3:23.546    | Geen tijd   | 10   |
| 11   | Hypercar    | 51  | Ferrari AF Corse          | 3:23.163     | 3:24.143    |             | 11   |
| 12   | Hypercar    | 35  | Alpine Endurance Team     | 3:24.667     | 3:24.153    |             | 12   |
| 13   | Hypercar    | 83  | AF Corse                  | 3:23.994     | 3:24.327    |             | 13   |
| 14   | Hypercar    | 311 | Cadillac WTR              | 3:24.030     | 3:24.811    |             | 14   |
| 15   | Hypercar    | 009 | Aston Martin THOR Team    | 3:24.869     | 3:25.258    |             | 15   |
| 16   | Hypercar    | 7   | Toyota Gazoo Racing       | 3:25.062     |             |             | 16   |
| 17   | Hypercar    | 94  | Peugeot TotalEnergies     | 3:25.240     |             |             | 17   |
| 18   | Hypercar    | 93  | Peugeot TotalEnergies     | 3:25.494     |             |             | 18   |
| 19   | Hypercar    | 99  | Proton Competition        | 3:25.527     |             |             | 19   |
| 20   | Hypercar    | 007 | Aston Martin THOR Team    | 3:26.349     |             |             | 20   |
| DSQ  | Hypercar    | 6   | Porsche Penske Motorsport | 2:01.512     |             |             | 21   |
| 22   | LMP2 Pro-Am | 29  | TDS Racing                | 3:36.163     | 3:35.933    | 3:35.062    | 22   |
| 23   | LMP2        | 43  | Inter Europol Competition | 3:36.958     | 3:34.657    | 3:35.333    | 23   |
| 24   | LMP2 Pro-Am | 199 | AO by TF                  | 3:35.472     | 3:35.298    | 3:35.421    | 24   |
| 25   | LMP2 Pro-Am | 23  | United Autosports         | 3:35.657     | 3:36.463    | 3:35.459    | 25   |
| 26   | LMP2        | 22  | United Autosports         | 3:36.536     | 3:35.473    | 3:35.615    | 26   |
| 27   | LMP2        | 37  | CLX – Pure Rxcing         | 3:37.652     | 3:36.365    | 3:36.184    | 27   |
| 28   | LMP2 Pro-Am | 183 | AF Corse                  | 3:37.394     | 3:36.323    | 3:36.993    | 28   |
| 29   | LMP2 Pro-Am | 16  | RLR MSport                | 3:37.119     | 3:36.468    | 3:38.922    | 29   |
| 30   | LMP2        | 28  | IDEC Sport                | 3:37.004     | 3:36.675    |             | 30   |
| 31   | LMP2 Pro-Am | 45  | Algarve Pro Racing        | 3:35.954     | 3:36.834    |             | 31   |
| 32   | LMP2        | 48  | VDS Panis Racing          | 3:36.588     | 3:36.844    |             | 32   |
| 33   | LMP2        | 25  | Algarve Pro Racing        | 3:36.612     | 3:37.120    |             | 33   |
| 34   | LMP2 Pro-Am | 11  | Proton Competition        | 3:37.767     |             |             | 34   |
| 35   | LMP2        | 18  | IDEC Sport                | 3:37.940     |             |             | 35   |
| 36   | LMP2        | 9   | Iron Lynx – Proton        | 3:38.548     |             |             | 36   |
| 37   | LMP2 Pro-Am | 34  | Inter Europol Competition | 3:39.328     |             |             | 37   |
| 38   | LMP2 Pro-Am | 24  | Nielsen Racing            | 3:40.271     |             |             | 38   |
| 39   | LMGT3       | 27  | Heart of Racing Team      | 3:57.083     | 3:54.718    | 3:52.789    | 39   |
| 40   | LMGT3       | 21  | Vista AF Corse            | 3:58.116     | 3:54.745    | 3:53.085    | 40   |
| 41   | LMGT3       | 46  | Team WRT                  | 3:56.875     | 3:54.345    | 3:54.966    | 41   |
| 42   | LMGT3       | 61  | Iron Lynx                 | 3:58.732     | 3:54.731    | 3:54.998    | 42   |
| 43   | LMGT3       | 92  | Manthey 1st Phorm         | 3:57.255     | 3:54.659    | 3:55.140    | 43   |
| 44   | LMGT3       | 81  | TF Sport                  | 3:57.690     | 3:54.646    | 3:55.740    | 44   |
| 45   | LMGT3       | 95  | United Autosports         | 3:58.977     | 3:55.186    | 3:55.965    | 45   |
| 46   | LMGT3       | 78  | Akkodis ASP Team          | 3:57.321     | 3:54.934    | 4:03.660    | 46   |
| 47   | LMGT3       | 193 | Ziggo Sport – Tempesta    | 3:57.960     | 3:55.853    |             | 47   |
| 48   | LMGT3       | 88  | Proton Competition        | 3:57.827     | 3:56.160    |             | 48   |
| 49   | LMGT3       | 59  | United Autosports         | 3:58.106     | 3:56.171    |             | 49   |
| 50   | LMGT3       | 54  | Vista AF Corse            | 3:58.632     |             |             | 50   |
| 51   | LMGT3       | 77  | Proton Competition        | 3:59.004     |             |             | 51   |
| 52   | LMGT3       | 87  | Akkodis ASP Team          | 3:59.037     |             |             | 52   |
| 53   | LMGT3       | 57  | Kessel Racing             | 3:59.092     |             |             | 53   |
| 54   | LMGT3       | 31  | The Bend Team WRT         | 3:59.288     |             |             | 54   |
| 55   | LMGT3       | 10  | Racing Spirit of Léman    | 3:59.472     |             |             | 55   |
| 56   | LMGT3       | 85  | Iron Dames                | 4:00.026     |             |             | 56   |
| 57   | LMGT3       | 90  | Manthey                   | 4:00.450     |             |             | 57   |
| 58   | LMGT3       | 13  | AWA Racing                | 4:01.099     |             |             | 58   |
| 59   | LMGT3       | 150 | Richard Mille AF Corse    | Geen tijd    |             |             | 59   |
| 60   | LMGT3       | 33  | TF Sport                  | Geen tijd    |             |             | 60   |
| 61   | LMGT3       | 60  | Iron Lynx                 | Geen tijd    |             |             | 61   |
| 62   | LMGT3       | 63  | Iron Lynx                 | Geen tijd    |             |             | 62   |

## Uitslag
Winnaars in hun klasse zijn vetgedrukt.
| Pos. | Klasse      | No. | Team                      | Coureurs                                                        | Chassis                           | Banden | Ronden | Tijd/Reden        |
| Pos. | Klasse      | No. | Team                      | Coureurs                                                        | Motor                             | Banden | Ronden | Tijd/Reden        |
| ---- | ----------- | --- | ------------------------- | --------------------------------------------------------------- | --------------------------------- | ------ | ------ | ----------------- |
| 1    | Hypercar    | 83  | AF Corse                  | Philip Hanson Robert Kubica Ye Yifei                            | Ferrari 499P                      | M      | 387    | 24:02:53.332      |
| 1    | Hypercar    | 83  | AF Corse                  | Philip Hanson Robert Kubica Ye Yifei                            | Ferrari F163 3.0 L Turbo V6       | M      | 387    | 24:02:53.332      |
| 2    | Hypercar    | 6   | Porsche Penske Motorsport | Matt Campbell Kévin Estre Laurens Vanthoor                      | Porsche 963                       | M      | 387    | +14.084           |
| 2    | Hypercar    | 6   | Porsche Penske Motorsport | Matt Campbell Kévin Estre Laurens Vanthoor                      | Porsche 9RD 4.6 L Turbo V8        | M      | 387    | +14.084           |
| 3    | Hypercar    | 51  | Ferrari AF Corse          | James Calado Antonio Giovinazzi Alessandro Pier Guidi           | Ferrari 499P                      | M      | 387    | +28.487           |
| 3    | Hypercar    | 51  | Ferrari AF Corse          | James Calado Antonio Giovinazzi Alessandro Pier Guidi           | Ferrari F163 3.0 L Turbo V6       | M      | 387    | +28.487           |
| 4    | Hypercar    | 12  | Cadillac Hertz Team Jota  | Alex Lynn Norman Nato Will Stevens                              | Cadillac V-Series.R               | M      | 387    | +2:18.639         |
| 4    | Hypercar    | 12  | Cadillac Hertz Team Jota  | Alex Lynn Norman Nato Will Stevens                              | Cadillac LMC55R 5.5L V8           | M      | 387    | +2:18.639         |
| 5    | Hypercar    | 7   | Toyota Gazoo Racing       | Mike Conway Kamui Kobayashi Nyck de Vries                       | Toyota GR010 Hybrid               | M      | 386    | +1 ronde          |
| 5    | Hypercar    | 7   | Toyota Gazoo Racing       | Mike Conway Kamui Kobayashi Nyck de Vries                       | Toyota 3.5 L Turbo V6             | M      | 386    | +1 ronde          |
| 6    | Hypercar    | 5   | Porsche Penske Motorsport | Julien Andlauer Michael Christensen Mathieu Jaminet             | Porsche 963                       | M      | 386    | +1 ronde          |
| 6    | Hypercar    | 5   | Porsche Penske Motorsport | Julien Andlauer Michael Christensen Mathieu Jaminet             | Porsche 9RD 4.6 L Turbo V8        | M      | 386    | +1 ronde          |
| 7    | Hypercar    | 38  | Cadillac Hertz Team Jota  | Earl Bamber Sébastien Bourdais Jenson Button                    | Cadillac V-Series.R               | M      | 386    | +1 ronde          |
| 7    | Hypercar    | 38  | Cadillac Hertz Team Jota  | Earl Bamber Sébastien Bourdais Jenson Button                    | Cadillac LMC55R 5.5L V8           | M      | 386    | +1 ronde          |
| 8    | Hypercar    | 4   | Porsche Penske Motorsport | Felipe Nasr Nick Tandy Pascal Wehrlein                          | Porsche 963                       | M      | 386    | +1 ronde          |
| 8    | Hypercar    | 4   | Porsche Penske Motorsport | Felipe Nasr Nick Tandy Pascal Wehrlein                          | Porsche 9RD 4.6 L Turbo V8        | M      | 386    | +1 ronde          |
| 9    | Hypercar    | 35  | Alpine Endurance Team     | Paul-Loup Chatin Ferdinand Habsburg Charles Milesi              | Alpine A424                       | M      | 385    | +2 ronden         |
| 9    | Hypercar    | 35  | Alpine Endurance Team     | Paul-Loup Chatin Ferdinand Habsburg Charles Milesi              | Alpine 3.4 L Turbo V6             | M      | 385    | +2 ronden         |
| 10   | Hypercar    | 36  | Alpine Endurance Team     | Jules Gounon Frédéric Makowiecki Mick Schumacher                | Alpine A424                       | M      | 384    | +3 ronden         |
| 10   | Hypercar    | 36  | Alpine Endurance Team     | Jules Gounon Frédéric Makowiecki Mick Schumacher                | Alpine 3.4 L Turbo V6             | M      | 384    | +3 ronden         |
| 11   | Hypercar    | 94  | Peugeot TotalEnergies     | Loïc Duval Malthe Jakobsen Stoffel Vandoorne                    | Peugeot 9X8                       | M      | 384    | +3 ronden         |
| 11   | Hypercar    | 94  | Peugeot TotalEnergies     | Loïc Duval Malthe Jakobsen Stoffel Vandoorne                    | Peugeot X6H 2.6 L Turbo V6        | M      | 384    | +3 ronden         |
| 12   | Hypercar    | 009 | Aston Martin THOR Team    | Roman De Angelis Alex Riberas Marco Sørensen                    | Aston Martin Valkyrie             | M      | 383    | +4 ronden         |
| 12   | Hypercar    | 009 | Aston Martin THOR Team    | Roman De Angelis Alex Riberas Marco Sørensen                    | Aston Martin-Cosworth RA 6.5L V12 | M      | 383    | +4 ronden         |
| 13   | Hypercar    | 99  | Proton Competition        | Neel Jani Nico Pino Nicolás Varrone                             | Porsche 963                       | M      | 383    | +4 ronden         |
| 13   | Hypercar    | 99  | Proton Competition        | Neel Jani Nico Pino Nicolás Varrone                             | Porsche 9RD 4.6 L Turbo V8        | M      | 383    | +4 ronden         |
| 14   | Hypercar    | 007 | Aston Martin THOR Team    | Tom Gamble Ross Gunn Harry Tincknell                            | Aston Martin Valkyrie             | M      | 381    | +6 ronden         |
| 14   | Hypercar    | 007 | Aston Martin THOR Team    | Tom Gamble Ross Gunn Harry Tincknell                            | Aston Martin-Cosworth RA 6.5L V12 | M      | 381    | +6 ronden         |
| 15   | Hypercar    | 8   | Toyota Gazoo Racing       | Sébastien Buemi Brendon Hartley Ryō Hirakawa                    | Toyota GR010 Hybrid               | M      | 380    | +7 ronden         |
| 15   | Hypercar    | 8   | Toyota Gazoo Racing       | Sébastien Buemi Brendon Hartley Ryō Hirakawa                    | Toyota 3.5 L Turbo V6             | M      | 380    | +7 ronden         |
| 16   | Hypercar    | 93  | Peugeot TotalEnergies     | Mikkel Jensen Paul di Resta Jean-Éric Vergne                    | Peugeot 9X8                       | M      | 379    | +8 ronden         |
| 16   | Hypercar    | 93  | Peugeot TotalEnergies     | Mikkel Jensen Paul di Resta Jean-Éric Vergne                    | Peugeot X6H 2.6 L Turbo V6        | M      | 379    | +8 ronden         |
| 17   | Hypercar    | 20  | BMW M Team WRT            | Robin Frijns Sheldon van der Linde René Rast                    | BMW M Hybrid V8                   | M      | 375    | +12 ronden        |
| 17   | Hypercar    | 20  | BMW M Team WRT            | Robin Frijns Sheldon van der Linde René Rast                    | BMW P66/3 4.0 L Turbo V8          | M      | 375    | +12 ronden        |
| 18   | LMP2        | 43  | Inter Europol Competition | Tom Dillmann Jakub Śmiechowski Nick Yelloly                     | Oreca 07                          | G      | 367    | +20 ronden        |
| 18   | LMP2        | 43  | Inter Europol Competition | Tom Dillmann Jakub Śmiechowski Nick Yelloly                     | Gibson GK428 4.2 L V8             | G      | 367    | +20 ronden        |
| 19   | LMP2        | 48  | VDS Panis Racing          | Oliver Gray Esteban Masson Franck Perera                        | Oreca 07                          | G      | 367    | +20 ronden        |
| 19   | LMP2        | 48  | VDS Panis Racing          | Oliver Gray Esteban Masson Franck Perera                        | Gibson GK428 4.2 L V8             | G      | 367    | +20 ronden        |
| 20   | LMP2 Pro-Am | 199 | AO by TF                  | Dane Cameron Louis Delétraz P. J. Hyett                         | Oreca 07                          | G      | 366    | +21 ronden        |
| 20   | LMP2 Pro-Am | 199 | AO by TF                  | Dane Cameron Louis Delétraz P. J. Hyett                         | Gibson GK428 4.2 L V8             | G      | 366    | +21 ronden        |
| 21   | LMP2        | 9   | Iron Lynx – Proton        | Macéo Capietto Reshad de Gerus Jonas Ried                       | Oreca 07                          | G      | 365    | +22 ronden        |
| 21   | LMP2        | 9   | Iron Lynx – Proton        | Macéo Capietto Reshad de Gerus Jonas Ried                       | Gibson GK428 4.2 L V8             | G      | 365    | +22 ronden        |
| 22   | LMP2 Pro-Am | 29  | TDS Racing                | Mathias Beche Clément Novalak Rodrigo Sales                     | Oreca 07                          | G      | 365    | +22 ronden        |
| 22   | LMP2 Pro-Am | 29  | TDS Racing                | Mathias Beche Clément Novalak Rodrigo Sales                     | Gibson GK428 4.2 L V8             | G      | 365    | +22 ronden        |
| 23   | LMP2 Pro-Am | 11  | Proton Competition        | René Binder Giorgio Roda Bent Viscaal                           | Oreca 07                          | G      | 365    | +22 ronden        |
| 23   | LMP2 Pro-Am | 11  | Proton Competition        | René Binder Giorgio Roda Bent Viscaal                           | Gibson GK428 4.2 L V8             | G      | 365    | +22 ronden        |
| 24   | LMP2        | 22  | United Autosports         | Pietro Fittipaldi David Heinemeier Hansson Renger van der Zande | Oreca 07                          | G      | 364    | +23 ronden        |
| 24   | LMP2        | 22  | United Autosports         | Pietro Fittipaldi David Heinemeier Hansson Renger van der Zande | Gibson GK428 4.2 L V8             | G      | 364    | +23 ronden        |
| 25   | LMP2        | 25  | Algarve Pro Racing        | Lorenzo Fluxá Matthias Kaiser Théo Pourchaire                   | Oreca 07                          | G      | 364    | +23 ronden        |
| 25   | LMP2        | 25  | Algarve Pro Racing        | Lorenzo Fluxá Matthias Kaiser Théo Pourchaire                   | Gibson GK428 4.2 L V8             | G      | 364    | +23 ronden        |
| 26   | LMP2 Pro-Am | 183 | AF Corse                  | António Félix da Costa François Perrodo Matthieu Vaxivière      | Oreca 07                          | G      | 364    | +23 ronden        |
| 26   | LMP2 Pro-Am | 183 | AF Corse                  | António Félix da Costa François Perrodo Matthieu Vaxivière      | Gibson GK428 4.2 L V8             | G      | 364    | +23 ronden        |
| 27   | LMP2 Pro-Am | 34  | Inter Europol Competition | Nick Boulle Luca Ghiotto Jean-Baptiste Simmenauer               | Oreca 07                          | G      | 363    | +24 ronden        |
| 27   | LMP2 Pro-Am | 34  | Inter Europol Competition | Nick Boulle Luca Ghiotto Jean-Baptiste Simmenauer               | Gibson GK428 4.2 L V8             | G      | 363    | +24 ronden        |
| 28   | LMP2 Pro-Am | 23  | United Autosports         | Ben Hanley Oliver Jarvis Daniel Schneider                       | Oreca 07                          | G      | 363    | +24 ronden        |
| 28   | LMP2 Pro-Am | 23  | United Autosports         | Ben Hanley Oliver Jarvis Daniel Schneider                       | Gibson GK428 4.2 L V8             | G      | 363    | +24 ronden        |
| 29   | LMP2 Pro-Am | 16  | RLR MSport                | Ryan Cullen Michael Jensen Patrick Pilet                        | Oreca 07                          | G      | 362    | +25 ronden        |
| 29   | LMP2 Pro-Am | 16  | RLR MSport                | Ryan Cullen Michael Jensen Patrick Pilet                        | Gibson GK428 4.2 L V8             | G      | 362    | +25 ronden        |
| 30   | LMP2 Pro-Am | 45  | Algarve Pro Racing        | Nick Catsburg George Kurtz Alex Quinn                           | Oreca 07                          | G      | 362    | +25 ronden        |
| 30   | LMP2 Pro-Am | 45  | Algarve Pro Racing        | Nick Catsburg George Kurtz Alex Quinn                           | Gibson GK428 4.2 L V8             | G      | 362    | +25 ronden        |
| 31   | Hypercar    | 15  | BMW M Team WRT            | Kevin Magnussen Raffaele Marciello Dries Vanthoor               | BMW M Hybrid V8                   | M      | 361    | +29 ronden        |
| 31   | Hypercar    | 15  | BMW M Team WRT            | Kevin Magnussen Raffaele Marciello Dries Vanthoor               | BMW P66/3 4.0 L Turbo V8          | M      | 361    | +29 ronden        |
| 32   | LMP2        | 37  | CLX – Pure Rxcing         | Tom Blomqvist Aleksandr Malychin Tristan Vautier                | Oreca 07                          | G      | 358    | +29 ronden        |
| 32   | LMP2        | 37  | CLX – Pure Rxcing         | Tom Blomqvist Aleksandr Malychin Tristan Vautier                | Gibson GK428 4.2 L V8             | G      | 358    | +29 ronden        |
| 33   | LMGT3       | 92  | Manthey 1st Phorm         | Ryan Hardwick Richard Lietz Riccardo Pera                       | Porsche 911 GT3 R (992)           | G      | 341    | +46 ronden        |
| 33   | LMGT3       | 92  | Manthey 1st Phorm         | Ryan Hardwick Richard Lietz Riccardo Pera                       | Porsche M97/80 4.2 L Flat-6       | G      | 341    | +46 ronden        |
| 34   | LMGT3       | 21  | Vista AF Corse            | François Hériau Simon Mann Alessio Rovera                       | Ferrari 296 GT3                   | G      | 341    | +46 ronden        |
| 34   | LMGT3       | 21  | Vista AF Corse            | François Hériau Simon Mann Alessio Rovera                       | Ferrari F163CE 3.0 L Turbo V6     | G      | 341    | +46 ronden        |
| 35   | LMGT3       | 81  | TF Sport                  | Rui Andrade Charlie Eastwood Tom Van Rompuy                     | Chevrolet Corvette Z06 GT3.R      | G      | 341    | +46 ronden        |
| 35   | LMGT3       | 81  | TF Sport                  | Rui Andrade Charlie Eastwood Tom Van Rompuy                     | Chevrolet LT6 5.5 L V8            | G      | 341    | +46 ronden        |
| 36   | LMGT3       | 27  | Heart of Racing Team      | Mattia Drudi Ian James Zacharie Robichon                        | Aston Martin Vantage AMR GT3 Evo  | G      | 341    | +46 ronden        |
| 36   | LMGT3       | 27  | Heart of Racing Team      | Mattia Drudi Ian James Zacharie Robichon                        | Aston Martin M177 4.0 L Turbo V8  | G      | 341    | +46 ronden        |
| 37   | LMGT3       | 87  | Akkodis ASP Team          | José María López Clemens Schmid Răzvan Umbrărescu               | Lexus RC F GT3                    | G      | 340    | +47 ronden        |
| 37   | LMGT3       | 87  | Akkodis ASP Team          | José María López Clemens Schmid Răzvan Umbrărescu               | Lexus 2UR-GSE 5.0 L V8            | G      | 340    | +47 ronden        |
| 38   | LMGT3       | 90  | Manthey                   | Antares Au Klaus Bachler Loek Hartog                            | Porsche 911 GT3 R (992)           | G      | 340    | +47 ronden        |
| 38   | LMGT3       | 90  | Manthey                   | Antares Au Klaus Bachler Loek Hartog                            | Porsche M97/80 4.2 L Flat-6       | G      | 340    | +47 ronden        |
| 39   | LMGT3       | 33  | TF Sport                  | Jonny Edgar Daniel Juncadella Ben Keating                       | Chevrolet Corvette Z06 GT3.R      | G      | 339    | +48 ronden        |
| 39   | LMGT3       | 33  | TF Sport                  | Jonny Edgar Daniel Juncadella Ben Keating                       | Chevrolet LT6 5.5 L V8            | G      | 339    | +48 ronden        |
| 40   | LMGT3       | 57  | Kessel Racing             | Takeshi Kimura Daniel Serra Casper Stevenson                    | Ferrari 296 GT3                   | G      | 339    | +48 ronden        |
| 40   | LMGT3       | 57  | Kessel Racing             | Takeshi Kimura Daniel Serra Casper Stevenson                    | Ferrari F163CE 3.0 L Turbo V6     | G      | 339    | +48 ronden        |
| 41   | LMGT3       | 77  | Proton Competition        | Ben Barker Bernardo Sousa Ben Tuck                              | Ford Mustang GT3                  | G      | 338    | +49 ronden        |
| 41   | LMGT3       | 77  | Proton Competition        | Ben Barker Bernardo Sousa Ben Tuck                              | Ford Coyote 5.4 L V8              | G      | 338    | +49 ronden        |
| 42   | LMGT3       | 13  | AWA Racing                | Matt Bell Orey Fidani Lars Kern                                 | Chevrolet Corvette Z06 GT3.R      | G      | 338    | +49 ronden        |
| 42   | LMGT3       | 13  | AWA Racing                | Matt Bell Orey Fidani Lars Kern                                 | Chevrolet LT6 5.5 L V8            | G      | 338    | +49 ronden        |
| 43   | LMGT3       | 150 | Richard Mille AF Corse    | Riccardo Agostini Custodio Toledo Lilou Wadoux                  | Ferrari 296 GT3                   | G      | 338    | +49 ronden        |
| 43   | LMGT3       | 150 | Richard Mille AF Corse    | Riccardo Agostini Custodio Toledo Lilou Wadoux                  | Ferrari F163CE 3.0 L Turbo V6     | G      | 338    | +49 ronden        |
| 44   | LMGT3       | 61  | Iron Lynx                 | Martin Berry Lin Hodenius Maxime Martin                         | Mercedes-AMG GT3 Evo              | G      | 337    | +50 ronden        |
| 44   | LMGT3       | 61  | Iron Lynx                 | Martin Berry Lin Hodenius Maxime Martin                         | Mercedes-AMG M159 6.2 L V8        | G      | 337    | +50 ronden        |
| 45   | LMGT3       | 10  | Racing Spirit of Léman    | Eduardo Barrichello Derek DeBoer Valentin Hasse-Clot            | Aston Martin Vantage AMR GT3 Evo  | G      | 336    | +51 ronden        |
| 45   | LMGT3       | 10  | Racing Spirit of Léman    | Eduardo Barrichello Derek DeBoer Valentin Hasse-Clot            | Aston Martin M177 4.0 L Turbo V8  | G      | 336    | +51 ronden        |
| 46   | LMGT3       | 193 | Ziggo Sport – Tempesta    | Eddie Cheever III Chris Froggatt Jonathan Hui                   | Ferrari 296 GT3                   | G      | 335    | +52 ronden        |
| 46   | LMGT3       | 193 | Ziggo Sport – Tempesta    | Eddie Cheever III Chris Froggatt Jonathan Hui                   | Ferrari F163CE 3.0 L Turbo V6     | G      | 335    | +52 ronden        |
| 47   | LMGT3       | 63  | Iron Lynx                 | Brenton Grove Stephen Grove Luca Stolz                          | Mercedes-AMG GT3 Evo              | G      | 334    | +53 ronden        |
| 47   | LMGT3       | 63  | Iron Lynx                 | Brenton Grove Stephen Grove Luca Stolz                          | Mercedes-AMG M159 6.2 L V8        | G      | 334    | +53 ronden        |
| 48   | LMGT3       | 85  | Iron Dames                | Sarah Bovy Rahel Frey Célia Martin                              | Porsche 911 GT3 R (992)           | G      | 334    | +53 ronden        |
| 48   | LMGT3       | 85  | Iron Dames                | Sarah Bovy Rahel Frey Célia Martin                              | Porsche M97/80 4.2 L Flat-6       | G      | 334    | +53 ronden        |
| NC   | LMGT3       | 59  | United Autosports         | Sébastien Baud James Cottingham Grégoire Saucy                  | McLaren 720S GT3 Evo              | G      | 314    | Mechanisch        |
| NC   | LMGT3       | 59  | United Autosports         | Sébastien Baud James Cottingham Grégoire Saucy                  | McLaren M840T 4.0 L Turbo V8      | G      | 314    | Mechanisch        |
| DNF  | LMP2        | 28  | IDEC Sport                | Sebastián Álvarez Paul Lafargue Job van Uitert                  | Oreca 07                          | G      | 308    | Wiel              |
| DNF  | LMP2        | 28  | IDEC Sport                | Sebastián Álvarez Paul Lafargue Job van Uitert                  | Gibson GK428 4.2 L V8             | G      | 308    | Wiel              |
| DNF  | LMGT3       | 78  | Akkodis ASP Team          | Finn Gehrsitz Jack Hawksworth Arnold Robin                      | Lexus RC F GT3                    | G      | 268    | Schade ongeluk    |
| DNF  | LMGT3       | 78  | Akkodis ASP Team          | Finn Gehrsitz Jack Hawksworth Arnold Robin                      | Lexus 2UR-GSE 5.0 L V8            | G      | 268    | Schade ongeluk    |
| DNF  | Hypercar    | 311 | Cadillac Whelen           | Jack Aitken Felipe Drugovich Frederik Vesti                     | Cadillac V-Series.R               | M      | 247    | Mechanisch        |
| DNF  | Hypercar    | 311 | Cadillac Whelen           | Jack Aitken Felipe Drugovich Frederik Vesti                     | Cadillac LMC55R 5.5L V8           | M      | 247    | Mechanisch        |
| DNF  | LMP2        | 18  | IDEC Sport                | Jamie Chadwick Mathys Jaubert André Lotterer                    | Oreca 07                          | G      | 206    | Wiel              |
| DNF  | LMP2        | 18  | IDEC Sport                | Jamie Chadwick Mathys Jaubert André Lotterer                    | Gibson GK428 4.2 L V8             | G      | 206    | Wiel              |
| DNF  | LMGT3       | 54  | Vista AF Corse            | Francesco Castellacci Thomas Flohr Davide Rigon                 | Ferrari 296 GT3                   | G      | 192    | Mechanisch        |
| DNF  | LMGT3       | 54  | Vista AF Corse            | Francesco Castellacci Thomas Flohr Davide Rigon                 | Ferrari F163CE 3.0 L Turbo V6     | G      | 192    | Mechanisch        |
| DNF  | Hypercar    | 101 | Cadillac WTR              | Filipe Albuquerque Jordan Taylor Ricky Taylor                   | Cadillac V-Series.R               | M      | 189    | Motor             |
| DNF  | Hypercar    | 101 | Cadillac WTR              | Filipe Albuquerque Jordan Taylor Ricky Taylor                   | Cadillac LMC55R 5.5L V8           | M      | 189    | Motor             |
| DNF  | LMP2 Pro-Am | 24  | Nielsen Racing            | Cem Bölükbaşı Colin Braun Naveen Rao                            | Oreca 07                          | G      | 170    | Ongeluk           |
| DNF  | LMP2 Pro-Am | 24  | Nielsen Racing            | Cem Bölükbaşı Colin Braun Naveen Rao                            | Gibson GK428 4.2 L V8             | G      | 170    | Ongeluk           |
| DNF  | LMGT3       | 31  | The Bend Team WRT         | Timur Boguslavskiy Augusto Farfus Yasser Shahin                 | BMW M4 GT3                        | G      | 168    | Schade            |
| DNF  | LMGT3       | 31  | The Bend Team WRT         | Timur Boguslavskiy Augusto Farfus Yasser Shahin                 | BMW P58 3.0 L Turbo I6            | G      | 168    | Schade            |
| DNF  | LMGT3       | 46  | Team WRT                  | Ahmad Al Harthy Kelvin van der Linde Valentino Rossi            | BMW M4 GT3                        | G      | 156    | Elektrisch        |
| DNF  | LMGT3       | 46  | Team WRT                  | Ahmad Al Harthy Kelvin van der Linde Valentino Rossi            | BMW P58 3.0 L Turbo I6            | G      | 156    | Elektrisch        |
| DNF  | LMGT3       | 95  | United Autosports         | Sean Gelael Darren Leung Marino Sato                            | McLaren 720S GT3 Evo              | G      | 80     | Aandrijving       |
| DNF  | LMGT3       | 95  | United Autosports         | Sean Gelael Darren Leung Marino Sato                            | McLaren M840T 4.0 L Turbo V8      | G      | 80     | Aandrijving       |
| DNF  | LMGT3       | 60  | Iron Lynx                 | Andrew Gilbert Lorcan Hanafin Fran Rueda                        | Mercedes-AMG GT3 Evo              | G      | 57     | Motor             |
| DNF  | LMGT3       | 60  | Iron Lynx                 | Andrew Gilbert Lorcan Hanafin Fran Rueda                        | Mercedes-AMG M159 6.2 L V8        | G      | 57     | Motor             |
| DNF  | LMGT3       | 88  | Proton Competition        | Stefano Gattuso Giammarco Levorato Dennis Olsen                 | Ford Mustang GT3                  | G      | 46     | Ongeluk           |
| DNF  | LMGT3       | 88  | Proton Competition        | Stefano Gattuso Giammarco Levorato Dennis Olsen                 | Ford Coyote 5.4 L V8              | G      | 46     | Ongeluk           |
| DSQ  | Hypercar    | 50  | Ferrari AF Corse          | Antonio Fuoco Miguel Molina Nicklas Nielsen                     | Ferrari 499P                      | M      | 387    | Gediskwalificeerd |
| DSQ  | Hypercar    | 50  | Ferrari AF Corse          | Antonio Fuoco Miguel Molina Nicklas Nielsen                     | Ferrari F163 3.0 L Turbo V6       | M      | 387    | Gediskwalificeerd |

## Tussenstanden na wedstrijd
Hypercar (coureurs)
| Pos | Coureur                                               | Punten |
| --- | ----------------------------------------------------- | ------ |
| 1   | James Calado Antonio Giovinazzi Alessandro Pier Guidi | 105    |
| 2   | Philip Hanson Robert Kubica Ye Yifei                  | 89     |
| 3   | Antonio Fuoco Miguel Molina Nicklas Nielsen           | 57     |
| 4   | Mike Conway Kamui Kobayashi Nyck de Vries             | 44     |
| 5   | Kévin Estre Laurens Vanthoor                          | 42     |

Hypercar (constructeurs)
| Pos | Constructeur | Punten |
| --- | ------------ | ------ |
| 1   | Ferrari      | 172    |
| 2   | Toyota       | 95     |
| 3   | Porsche      | 84     |
| 4   | Cadillac     | 76     |
| 5   | BMW          | 64     |

Hypercar (teams)
| Pos | Nr | Constructeur       | Punten |
| --- | -- | ------------------ | ------ |
| 1   | 83 | AF Corse           | 138    |
| 2   | 99 | Proton Competition | 81     |

LMGT3
| Pos | Coureur                                     | Punten |
| --- | ------------------------------------------- | ------ |
| 1   | Ryan Hardwick Richard Lietz Riccardo Pera   | 81     |
| 2   | François Hériau Simon Mann Alessio Rovera   | 76     |
| 3   | Jonny Edgar Daniel Juncadella Ben Keating   | 60     |
| 4   | Mattia Drudi Ian James Zacharie Robichon    | 47     |
| 5   | Rui Andrade Charlie Eastwood Tom Van Rompuy | 38     |

LMGT3 (teams)
| Pos | Nr | Team                 | Punten |
| --- | -- | -------------------- | ------ |
| 1   | 92 | Manthey 1st Phorm    | 81     |
| 2   | 21 | Vista AF Corse       | 76     |
| 3   | 33 | TF Sport             | 60     |
| 4   | 27 | Heart of Racing Team | 47     |
| 5   | 81 | TF Sport             | 38     |